# Felipe Muñoz Gómez
Felipe Muñoz Gómez (Bogotá, Siglo XX) es un economista colombiano, fue el último director del desaparecido Departamento Administrativo de Seguridad (DAS), que era el organismo de servicio de inteligencia del Estado colombiano.

## Estudios
Muñoz estudió en el Colegio San Tarsicio de Bogotá, y luego se graduó de Finanzas y Relaciones Internacionales en la Universidad Externado de Colombia en Bogotá, donde estudió entre 1987 y 1991. Es Especialista en Gobierno, Gerencia y Asuntos Públicos de la Universidad Externado de Colombia y la Universidad de Columbia en Nueva York, Estados Unidos, estudios que realizó entre 2001 y 2002. Realizó un Master en Planeación Urbana y Regional de la Escuela de Economía de Londres (London School of Economics and Political Science LSE) que obtuvo tras estudiar entre septiembre de 2004 y agosto de 2005 en Londres, Inglaterra.

## Vida profesional
Entre marzo de 1998 y julio de 2001 trabajó en la Alcaldía Mayor de Bogotá, siendo alcalde Enrique Peñalosa y parte del período de Antanas Mockus, como asesor de asuntos con la Nación y coordinó las relaciones de las diferentes entidades que conforman la Alcaldía con el Congreso de la República de Colombia y otras entidades gubernamentales. Muñoz trabajó para la Secretaría de Hacienda de Bogotá como Asesor del entonces secretario, Israel Faimboin Yaker, entre julio de 2001 y enero de 2002. Entre sus funciones asesoró al secretario en las relaciones con las entidades Distritales, con el Ministerio de Hacienda y Planeación Nacional. Entre enero y julio de 2002 trabajó en el Ministerio de Hacienda y Crédito Público de Colombia durante con el entonces ministro Juan Manuel Santos, sus funciones consistieron en poner en práctica las normas de ajuste fiscal territorial. Laboró para la Empresa de Acueducto y Alcantarillado de Bogotá como asesor de la gerencia general. De octubre a diciembre se desempeñó como asesor.

### Superintendente de Vigilancia y Seguridad Privada
Muñoz fue superintendente de Vigilancia y Seguridad Privada, en la que se destacó su plan de reestructuración y modernización institucional, denominado "Recuperando la confianza institucional 2006 – 2010". Durante su gestión se mejoró la situación financiera y presupuestal de la Superintendencia, además promover la tecnificación de su infraestructura.[cita requerida] Se elaboró, además, el primer documento Conpes del sector de la vigilancia y seguridad privada, y se presentó al Congreso de la República el proyecto de Ley n.º 188 en el Senado de la República de Colombia de 2008.

### Director del Departamento Administrativo de Seguridad
Muñoz Gómez se posesionó el jueves, 22 de enero de 2009 ante el expresidente Álvaro Uribe, como director del Departamento Administrativo de Seguridad, reemplazando en el cargo a Joaquín Polo, quien fue delegado como director encargado del DAS, después de la salida de María del Pilar Hurtado por unos seguimientos ilegales e interceptación telefónica por funcionarios del DAS a periodistas y políticos críticos del gobierno Uribe, entre ellos varios integrantes del partido opositor Polo Democrático Alternativo.